# مسجد سونغجيانغ

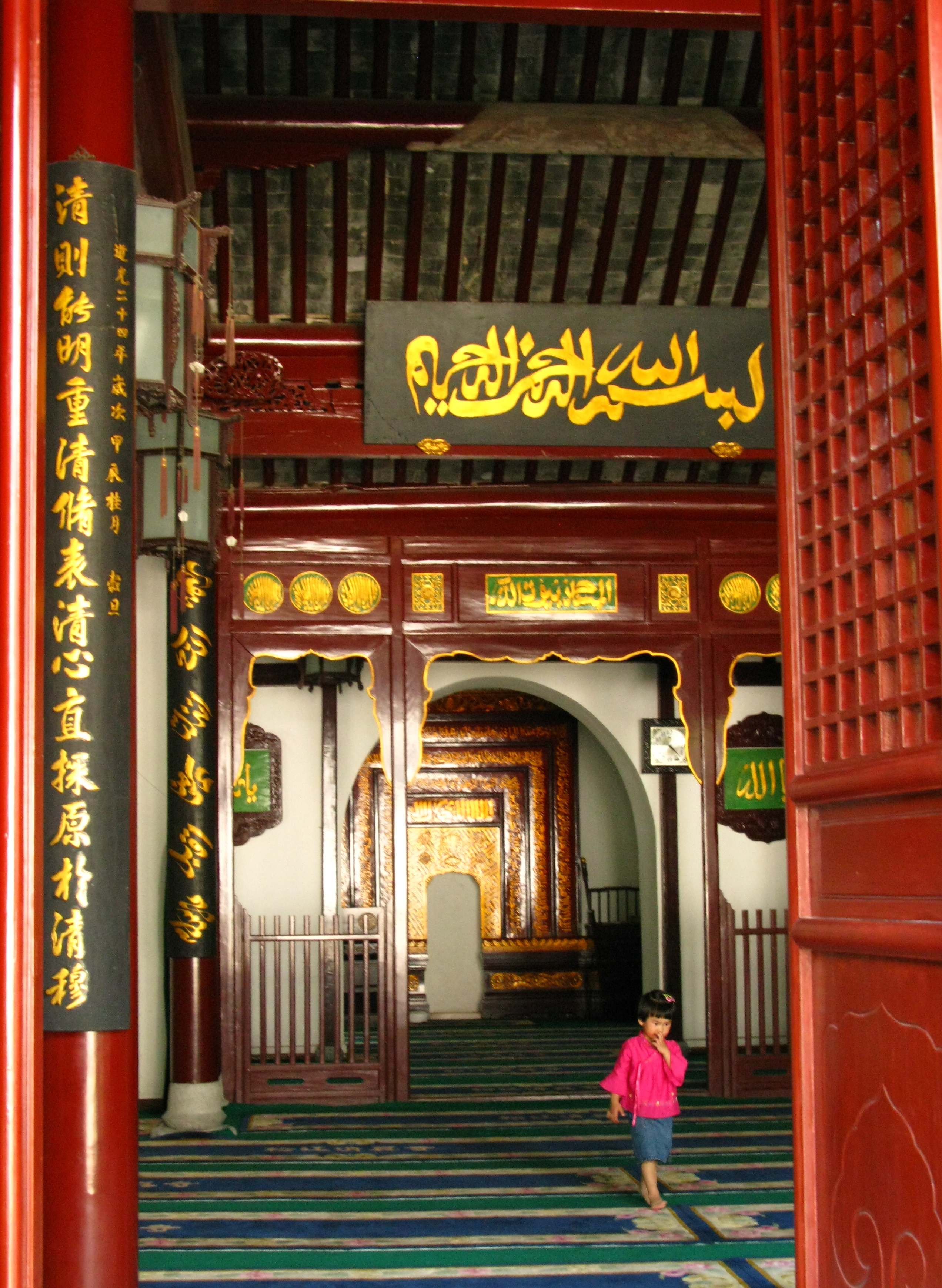
قاعة الصلاة

مسجد سونغجيانغ أحد مساجد مدينة سونغجيانغ في الصين، يقع في شارع 21 قانغبونغ، بلدة سونغجيانغ، حي سونغجيانغ وهو أقدم مسجد في شانغهاي.

## العمارة
يعد من المساجد التاريخة القديمة. وتشتمل مبانيه على قاعة صلاة ومئذنة ودورة مياه للوضوء وقاعة دعوة. وقد جرى ترميم هذا المسجد وتوسيع بنائه أربع مرات في سنة 1391 وسنة 1582 وسنة 1644 وسنة 1821م حسب ما جاء في التدوينات التاريخية المتوفرة هناك.
يظهر على العتبة العليا لبوابة المسجد مقطعان منقوشان: تشي جيان أي البناء الإمبراطوري. تواجه قاعة الصلاة برج مشاهدة الهلال القائم شرقها. يتظلل فناء المسجد بالأشجار الناضرة، ويسوده هدوء مما يثير في النفوس شعورا بالسكون والراحة النفسية، ويمكن للمرء أن يدخل إلى الفناء نزولا على الدرجات الغرانيتية تحت أقدام البرج، ثم يجد نفسه أمام قاعة الصلاة عبر الفناء، وهي عريضة الواجهات، وتتكون من ثلاثة مبان متراصة، وكانت فيها أعداد من الألواح الخشبية المزخرفة بالحواشي المنقوشة جيدا. في صدر كل منها كتابات صينية مموهة بالذهب، وبالإضافة إلى ذلك تتزين جدرانها بالكتابات العربية المموهة بالذهب.
تشير الكتابات المنقوشة على النصب الحجري المقام سنة 1677م إلى أن المسلمين هناك كانوا قد لجؤا بمبادرة من ساي ين تشانغ، إلى ترميمه بما تبرعوا به من الأموال، مما أبقاه ثابتا. وتشير الكتابات المنقوشة على النصب الحجري المقام سنة 1821م إلى أن ما جين، أحد العسكريين المسلمين، كان قد دعا إلى جمع التبرعات من بين المسلمين لينفقها في ترميم المسجد دون أن يسمح بصرفها لأغراض أخرى. فشارك المسلمون هناك في حملة التبرعات بحماسة ما بعدها حماسة تلبية لدعوة ذلك العسكري المسلم. وانتهى بهم الأمر إلى تجديد ملامح المسجد تماما. ثم غدا مسجد سونغجيانغ عرضة للسقوط في عهد جمهورية الصين (1912-1949)، ومن أجل حماية الآثار التاريخية خصّصت الحكومة الصينية أموال سنة 1955 لترميمه، مما أعاده إلى الصورة التي كان عليها.